# 戴夫·莱蒙
戴夫·莱蒙（英語：Dave Lemon，1969年6月14日—），英国男子赛艇运动员。他曾代表英国参加世界赛艇锦标赛，获得一枚金牌和二枚银牌，均来自男子轻量级八人单桨有舵手项目。